# Metapedia
Cet article concerne le site web. Pour la municipalité régionale de comté du Québec, voir La Matapédia.
Ne doit pas être confondu avec Métapédia, Matapédia, Conservapedia ou meta.wikimedia.org.
Metapedia est une encyclopédie en ligne
fondée sur le fonctionnement du logiciel MediaWiki et des interwikis. Située politiquement à l'extrême droite, Metapedia prône notamment, entre autres idéologies, le nationalisme blanc, la promotion de la race aryenne et le suprémacisme blanc.

## Synopsis

### Lancement
Le site se fait connaître en août 2006 pour être officiellement lancé le 26 octobre 2006 via une première édition en langue suédoise. La version anglaise naît le 28 avril 2007[réf. nécessaire], suivie, en mai 2007, par les versions française et allemande,.

### Fonctionnement
Metapedia est un site collaboratif multilingue basé sur le logiciel MediaWiki. Se présentant comme une alternative à Wikipédia,, il se présente — du moins, à l'origine — comme « une encyclopédie en ligne » vouée à la mouvance nationale, à ses idéaux, à son histoire et à ses membres, indépendamment des époques concernées ou de leurs répartitions géographiques. La ligne éditoriale du site se veut axée sur la « réinformation » du public et ambitionne de participer à une « refonte globale » du savoir humain. Son idéologie s'inscrit dans la ligne de divers courants nationalistes et d'extrême droite,,, lesquels, à leur tour, s'inspirent des théories propagées par Metapedia pour alimenter leur propre discours,,,.

### Objectifs

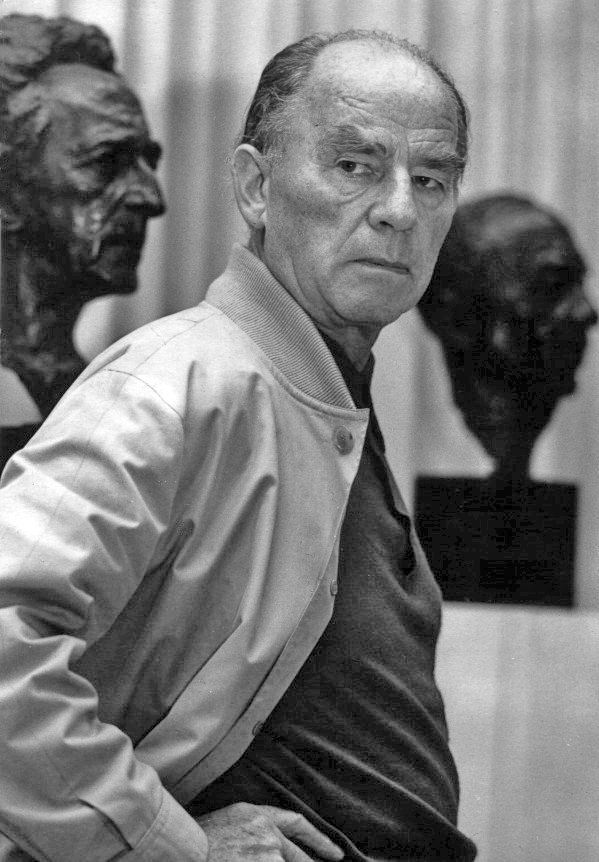
Le sculpteur Arno Breker, à qui Metapedia a emprunté le visage d'une sculpture intitulée Jugend (« Jeunesse ») pour concevoir son logo.

Le site affirme que l'un de ses objectifs vise à « présenter une image plus équitable de la lutte pro-européenne ». Le contenu argue également s'adresser au plus grand nombre, soit autant au grand public qu'aux universitaires qui, jusqu'alors, selon Metapedia, seraient induits en erreur par l'induction constante d'informations tronquées et erronées, voire arbitrairement hostiles aux « vrais chercheurs » en quête de vérité. Parmi d'autres écueils, Metapedia récuse les positions contestataires exprimées par plusieurs instances nommément désignées parmi lesquelles figureraient le magazine britannique Searchlight (en), l'Anti-Defamation League, le Southern Poverty Law Center, le centre Simon-Wiesenthal ainsi que d'autres entités structurellement apparentées[réf. nécessaire].

### Logo
Le logo de Metapedia représente le visage d'un jeune Aryen, inspiré d'une sculpture de l'artiste allemand Arno Breker (1900-1991) intitulée « Jugend ».

### Contenu
Le site compte plus de 150 000 articles[réf. nécessaire] répartis en seize langues : hongrois, allemand, espagnol, suédois, roumain, estonien, français, slovène, tchèque, portugais, norvégien, croate, danois, grec et néerlandais. Les sujets abordés, outre l'histoire de l'Europe et la mythologie nordique, s'attachent également à valoriser la musique nationaliste puisant ses origines dans le berceau de la « race aryenne ». Par ailleurs, le quotidien britannique The Register stipule qu'un bon pourcentage du contenu de Metapedia tend à vénérer Odin, entité chapeautant la doctrine de l'ordre blanc de Thulé,,. S'y ajoutent l'étude des runes et autres déclinaisons scolastiques dont les fondements préconisent une préférence élective en faveur de la race aryenne, selon les préceptes édictés par Heinrich Himmler. Le journal argentin Crítica de la Argentina (es) souligne également les éloges exprimés à l'adresse du führer Adolf Hitler auquel se joignent d'autres personnalités prépondérantes indissolublement liées au nazisme.

### Classement
Le site Metapedia figure au 58 491e rang mondial de l'Alexa Internet (au mois de février 2019).

### Critiques
Selon le Bureau de la protection constitutionnelle de Rhénanie-du-Nord-Westphalie, les articles de Metapedia sont teintés de propos niant la Shoah,,,, et tendent conjointement à glorifier l'Allemagne nazie. C'est la raison pour laquelle le Département fédéral allemand des médias préjudiciables à la jeunesse, qualifie la disponibilité de son accès public comme « dangereuse et néfaste, ».

### Procédures en Suède
Début 2007, six mois environ après le lancement de la version originale en suédois, Metapedia devient l'objet d'une attention soutenue de la part des médias suédois en raison de sa ressemblance fonctionnelle avec le site Wikipédia. Pourtant, le contenu rédactionnel en diffère sensiblement. En effet, l'encyclopédie en ligne Metapedia ne tarit pas d'éloges sur l'Allemagne nazie et ses figures de proue ; elle catalogue ostensiblement les personnes d'appartenance juive dans les journaux ; elle répertorie la plupart des compagnies du pays en fonction de leur légation suédoise pure souche ou, inversement, relevant d'une affiliation juive apparentée,.
Les distinctions ostentatoires précitées conduisent le parquet suédois à ouvrir une enquête [Quand ?]. Le chancelier de justice, est amené à se prononcer sur l'existence de possibles infractions pénales relevant de l'incitation à la haine raciale et autres inculpations liées à d'éventuelles violations de la loi sur la protection des données,,. Après examen des particularités inhérentes au dossier, le magistrat décide [Quand ?] de mettre fin à son enquête, considérant qu'aucun élément à charge suffisamment probant ne peut être invoqué en l'état au regard du droit à la liberté de parole, ou du respect relatif à la sphère privée.
En janvier 2009, en réponse à une attention diligente accrue en direction du site Metapedia, le chancelier suédois de la justice en arrive à la conclusion que le contenu publiquement exposé affiche bel et bien une image positive d'Adolf Hitler. Il décide cependant de ne pas demander de nouvelles investigations à l'encontre de Metapedia, attendu que l'implication légale des activités erratiques pratiquées n'est pas clairement démontrée, puisqu'elle n'enfreint pas stricto sensu les articles juridiques du code pénal susceptibles d'être invoqués à dessein d'entamer des poursuites circonstanciées à l'encontre des dirigeants.

### Technologie
La technologie utilisée par Metapedia recourt au logiciel libre MediaWiki qui est un moteur de wiki conçu en langage PHP autour d'une base de données MySQL,,. Le projet a été initié par Anders Lagerström (sv) qui a présidé aux premières ébauches. Il travaille actuellement en collaboration avec Lennart Berg, sous la houlette de NFSE Media AB dont le siège se trouve à Linköping en Suède,.

### Hébergement
NFSE Media AB est responsable du contenu de l'ensemble des informations mises en ligne par Metapedia. L'adresse IP attribuée au site est reliée à la société américaine SoftLayer Technologies, Inc. basée à Dallas aux États-Unis. Le corollaire détenteur de la dénomination « Neuschwabenland Archivs » est également hébergé sur un serveur américain.